# Chiva (Vayots Dzor)
Chiva es una localidad del raión de Eghegnadzor, en la provincia de Vayots Dzor, Armenia, con una población censada en octubre de 2011 de 698 habitantes. 
Se encuentra ubicada al norte de la provincia, a poca distancia del río Arpa —afluente del río Aras— y de la frontera con la República Autónoma de Najichevan (Azerbaiyán) y la provincia de Geghark'unik'.